# Jesous Ahatonhia
Jesous Ahatonhia ist ein Weihnachtslied in der Indianersprache Wendat (der Sprache der Huronen), das wahrscheinlich von dem Jesuiten Jean de Brébeuf geschrieben wurde. Sein Titel bedeutet: „Jesus ist geboren“. In der englischsprachigen Welt ist es bekannt unter dem Titel ‘Twas in the Moon of Wintertime („Es war im Mond der Winterzeit“) oder als The Huron Carol („Das huronische Weihnachtslied“). Es wurde 1641 oder 1642 verfasst, gilt als das älteste kanadische Weihnachtslied und ist in seiner englischen Version besonders in Kanada sehr populär.
Melodie von Jesus Ahatoniaⓘ

## Entstehung
Das Lied wurde von Étienne-Thomas Girault de Villeneuve (1747–1794), dem letzten Jesuitenmissionar bei den Huronen von Loretteville in Quebec, gesammelt. Der indianische Notar Paul Picard (auf Wendat Paul Tsaenhohi, „Geierauge“), Sohn des berühmten Huronenhäuptlings Paul Picard Tahourhenché („Tagesanbruch“), übersetzte es ins Französische. Es wird normalerweise dem Jesuiten Jean de Brébeuf (1593–1694) zugeschrieben,  der in Sainte-Marie-au-pays-des-Hurons in Kanada Missionar war und später von den Irokesen ermordet wurde. Er verfasste auch einen Katechismus auf Wendat und ein Wörterbuch Wendat-Französisch. Brébeuf soll das Lied zwischen 1640 und 1642 geschrieben und es den Huronen beigebracht haben. Jedoch gibt es dafür keinen Beleg. Die Melodie scheint von einem französischen Weihnachtslied des 16. Jh. adaptiert zu sein, Une jeune pucelle („Eine junge Jungfer“). Es soll von den Huronen in Sainte-Marie-au-pays-des-Hurons bis 1649 gesungen worden sein, als die Missionsstation von den Irokesen erobert und viele ihrer Bewohner, auch Brébeuf, umgebracht wurden. Danach soll es von den überlebenden Huronen ungefähr hundert Jahre lang mündlich weitergegeben worden sein.
Der Dichter Simon-Joseph Pellegrin (1663–1716) schrieb auf dieses huronische Weihnachtslied den Text Entends ma voix fidèle („Höre meine treue Stimme“) für den zweiten Gesang von Jean-Philippe Rameaus erster Oper Hippolyte und Aricie. Paul Tsaenhohis französische Übersetzung wurde von Ernest Myrand 1907 in der Stadt Québec in seinem Buch Noëls anciens de la Nouvelle-France („Alte Weihnachtslieder aus Neufrankreich“) veröffentlicht.
Jesse Edgar Middleton schrieb darauf eine freie englische Nachdichtung, die Healey Willan 1927 für Stimme und Klavier instrumentiert veröffentlichte. (Die Rechte liegen bis Ende 2030 bei der Firma Harris Frederick Co., Ltd.) Diese Version wurde in der englischsprachigen Welt sehr beliebt. Sie ist jedoch ungenau und enthält einige damals gängige Indianerklischees. So wird Jesus in einer „Rindenhütte“ geboren und statt in Windeln in ein „Kaninchenfellkleid“ gewickelt, und Jäger statt Hirten umgeben ihn. Die Heiligen Drei Könige werden als „Häuptlinge von weit her“ dargestellt und bringen ihm „Fuchs- und Biberfelle“ statt Gold, Weihrauch und Myrrhe. All dies kommt in der Originalversion nicht vor. Außerdem verwendet die englische Version für Gott das Wort Gitsche Manitu aus den Algonkin-Sprachen Zentralkanadas (Cree, Ojibwe). Dieses Wort und überhaupt das Konzept „Manitu“ ist der irokesischen Sprache Wendat fremd. (Zum Unterschied siehe Orenda.) Während Brébeuf für christliche Konzepte wie Gott, Engel, Teufel, Heilige Drei Könige und Menschwerdung Umschreibungen aus der Kultur der Huronen fand, ist der Text jetzt so angepasst, dass er Christen, die mit den Kulturen der kanadischen Ureinwohner nicht vertraut sind, zugänglich ist.

## Bearbeitungen und weltliche Interpretationen
Dieses Weihnachtslied wurde sehr populär, und es gibt zahlreiche Arrangements und Bearbeitungen davon. Es ist immer noch ein gängiges Weihnachtslied in den Kirchen aller Konfessionen Kanadas und findet sich auch in mehreren Gesangbüchern von Kirchen in den USA. Da die Melodie keinen großen Umfang hat, eignet sie sich sehr gut für Instrumente mit einem eingeschränkten Tonumfang, beispielsweise die Indianerflöte. Da es als besonders „indianisches“ Weihnachtslied gilt, gibt es auch mehrere Übertragungen in andere Indianersprachen Kanadas, darunter Mi'kmaq. Die Wendat-Sprache ist dagegen fast ausgestorben. Allerdings gibt es Versuche, sie wiederzubeleben.
Der kanadische Sänger Bruce Cockburn nahm dieses Lied auf. Gleichfalls wurde es vom Métis-Musiker Tom Jackson in seiner jährlichen Sendung Huron Carole gesungen. In den USA wurde das Lied unter dem Titel „Ahatonia Jesous“ ins Album Noël in the Morning (1952) des Countrysängers Burl Ives einbezogen und später unter dem Titel „Indians' Christmas Carol“ veröffentlicht. Die Gruppe Crash Test Dummies nahm das Lied auf ihrem Album Jingle All The Way (2002) auf. Die kanadische Folksängerin Heather Dale veröffentlichte 2002 eine dreisprachige Version auf Wendat, Französisch und Englisch auf ihrem Album This Endris Night. Dabei verwendet sie eine andere englische Übersetzung, die H. Kierans zugeschrieben wird und dem Original näher kommt. Sarah McLachlan nahm das Lied 2016 auf ihrem Weihnachtsalbum Wonderland auf. Es gibt noch viele weitere Interpretationen dieser traditionellen Volksmelodie.

## Text
| Wendat | Französische Übersetzung von Paul Picard Tsaouenhohi, 1899 | Deutsche Übersetzung der französischen Übersetzung |
| --- | --- | --- |
| Estenniayon de tsonwe Iesous ahatonnia Onn' awatewa nd' oki n' onyouandaskwaentak Ennonchien eskwatrihotat n'onyouandiyonrachatha Iesous ahatonnia, ahatonnia. Iesous ahatonnia. | Hommes, prenez courage, Jésus est né ! Maintenant que le règne du diable est détruit N’écoutez plus ce qu’il dit à vos esprits. Jésus est né !                            | Menschen, habt Mut, Jesus ist geboren! Jetzt, wo die Herrschaft des Teufels zerstört ist Hört nicht mehr darauf, was er eurem Geist sagt. Jesus ist geboren!                                    |
| Ayoki onkiennhache eronhiayeronnon Iontonk ontatiande ndio sen tsatonnharonnion Warie onn' awakweton ndio sen tsatonnharonnion Iesous ahatonnia, ahatonnia. Iesous ahatonnia.    | Écoutez les anges du ciel. Ne rejetez pas maintenant ce qu’ils vous ont dit. Marie a enfanté le Grand Esprit, comme ils vous l’ont dit. Jésus est né !                    | Hört die Engel vom Himmel. Lehnt jetzt nicht ab, was sie euch gesagt haben. Maria hat den Großen Geist geboren, wie sie euch gesagt haben. Jesus ist geboren!                                   |
| Achienhkontahonraskwa d' hatirihwannens Tichion sayonniondetha onhwa achia ahatren Ondaie te hahahakwa tichion sayonniondetha Iesous ahatonnia, ahatonnia. Iesous ahatonnia.     | Trois chefs se donnèrent parole En voyant l’étoile au firmament ; Et ils convinrent de suivre l’étoile. Jésus est né !                                                    | Drei Häuptlinge gaben sich das Wort Als sie einen Stern am Himmel sahen Und sie vereinbarten, dem Stern zu folgen. Jesus ist geboren!                                                           |
| Tho ichien st' ahation tethotondi Iesous Ahwatatende tichion stanchitehawennion Asayontorenten ihatonk atsion sken Iesous ahatonnia, ahatonnia. Iesous ahatonnia.                | Alors Jésus leur suggéra l’idée de venir Le voir Et la pensée que l’étoile les conduirait vers Lui ; Et ils se dirent donc qu’ils iraient vers l’étoile. Jésus est né !   | Dann gab ihnen Jesus die Idee ein, ihn zu besuchen Und den Gedanken, dass sie der Stern zu ihm führen wird. Und sie sagten sich also, dass sie auf den Stern zugehen würden. Jesus ist geboren! |
| Onne ontahation chiahonayen Iesous Ahatichiennonniannon kahachia handiayon Te honannonronkwannion ihotonk werisen Iesous ahatonnia, ahatonnia. Iesous ahatonnia.                 | Ces chefs firent des offrandes ; en voyant Jésus Ils furent heureux, et lui racontèrent de grandes choses ; Ils Le saluèrent et lui parlèrent sincèrement. Jésus est né ! | Diese Häuptlinge brachten Opfergaben. Als sie Jesus sahen, Waren sie froh und erzählten ihm große Dinge Sie grüßten ihn und sprachen ehrlich mit ihm Jesus ist geboren!                         |
| Te hekwatatennonten ahekwachiendaen Ti hekwannonronkwannion de sonywentenrände Outoyeti skwannonhwe icherhe akennonhonstha Iesous ahatonnia, ahatonnia. Iesous ahatonnia.        | A présent venez tous Le prier, Adorez-Le. Il a exaucé nos vœux, Écoutez-Le. Il veut que vous soyez saints. Jésus est né !                                                 | Kommt jetzt alle zu ihm zu beten. Verehrt ihn. Er hat unsere Wünsche erfüllt. Hört auf ihn. Er will, dass ihr heilig seid. Jesus ist geboren!                                                   |